# Pláštník malý
Pláštník malý (Chlamyphorus truncatus), též pásovec pláštník, je druh menšího chudozubého savce z čeledi pláštníkovitých (Chlamyphoridae). Jedná se o jediného zástupce rodu Chlamyphorus a nejmenšího zástupce pásovců (Cingulata).

## Systematika
Za formální autoritu druhu i rodu Chlamyphorus se považuje americký paleontolog Richard Harlan, který oba taxony formálně popsal v roce 1825. Nejbližším příbuzným pláštníka malého je pláštník velký (Calyptophractus retusus). Oba druhy se od sebe vydělily již někdy před 17 (± 3) miliony lety a představují jediné recentní zástupce podčeledi Chlamyphorinae. V češtině je druh někdy pojmenováván i jako pásovec pláštník, místně je druh znám jako pichiciago.

## Výskyt
Vyskytuje se ve střední části Argentiny od provincie Mendoza po jižní Buenos Aires a od jižních oblastí provincie Catamarca po severní Rio Negro. Stanoviště druhu představuje krajina s písčitým podložím včetně pouští, dun a křovinatých oblastí, kde si pláštník malý může snadno vyhrabávat nory. Vyskytuje se od mořské hladiny do 1500 m n. m. Podrobnější informace o velikosti populace i areálu rozšíření chybí z důvodu nočních návyků druhu i jeho norovém způsobu života.

## Popis

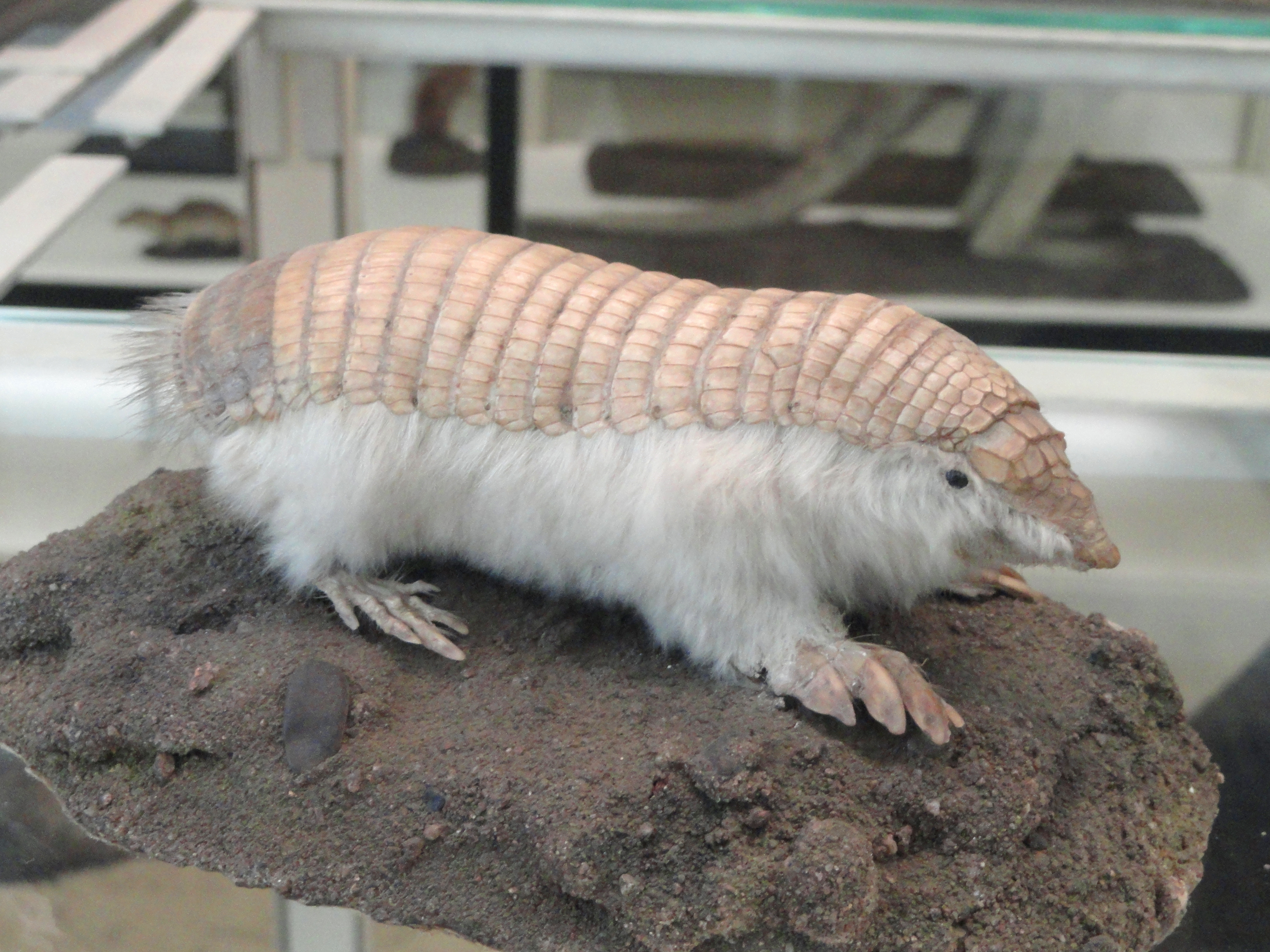
Muzejní exemplář

Dosahuje velikosti pouhých 84–117 mm, což z něj činí nejmenšího zástupce řádu pásovců (Cingulata). Ocas měří kolem 27–35 mm. Hmotnost se pohybuje kolem 85–90 g. Na hřbetu je umístěn krunýř, který je pro zástupce pásovců typický. Hlavový a hřbetní štít jsou k tělu upevněny na dvou výčnělcích nad očima a pomocí podélného úzkého masitého hřebenu nad páteří. Jedná se o jediného pásovce, jehož krunýř je od těla takřka zcela oddělen (srovnej například s nejbližším příbuzným pláštníkem velkým, jehož krunýř je spojen s kůží po celé své ploše). Počet pásů krunýře se pohybuje kolem 24. Zbytek těla je pokryt měkkou hladkou bílou srstí. Pláštník malý má krátký ocas, který nemůže zvednout nahoru, takže jej natočený dolů táhne v písku za sebou. Obří přední končetiny mají pět prstů s pěti velkými drápy a svým vzezřením se podobají předním končetinám krtka spíše než pásovce.

## Chování

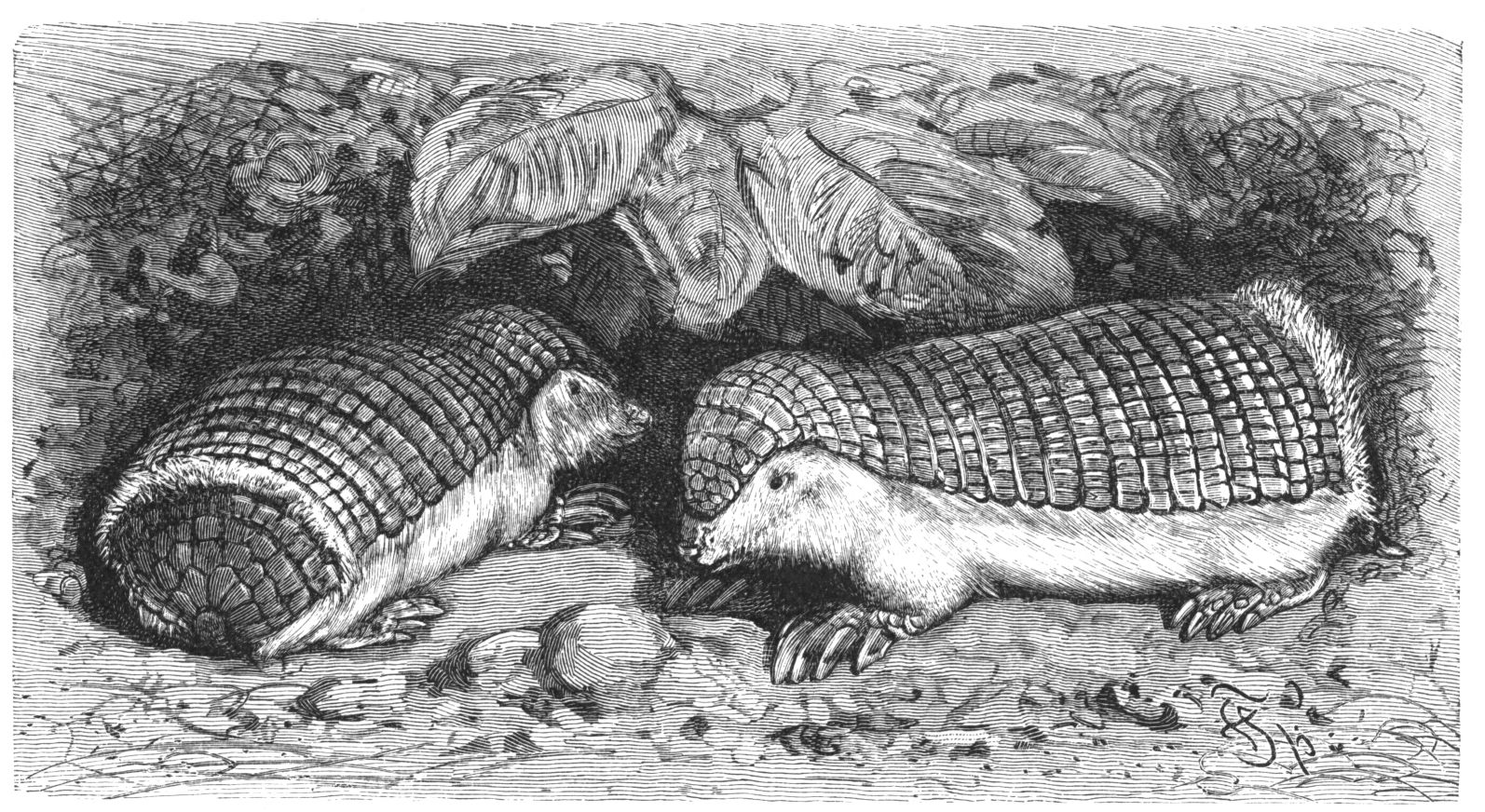
Kresba pláštníků malých v noře (1927)

Jedná se o takřka výhradně fossoriální zvíře, které žije v norách. Živí se převážně bezobratlými (hlavně brouky a jejich larvami), které nachází v podzemí. Samice rodí jen jedno mládě.
Pláštník malý je znám svou velmi rychlou schopností podzemního pohybu i rychlostí zahrabání, které dovede zvládnout do několika vteřin. K hrabání používá předních končetin, ty zadní slouží k okamžitému odhrabávání písku za tělo, takže se pláštník může pod pískem pohybovat, aniž by zanechával permanentní nory.

## Ohrožení
Mezinárodní svaz ochrany přírody (IUCN) ve své zprávě o posouzení populace pláštníka malého z roku 2014 druh nevyhodnocoval pro nedostatek údajů. Dá se nicméně předpokládat, že populace druhu klesá. Za hlavní typy ohrožení se považuje degradace přirozeného prostředí, které ustupuje zemědělství a pastvištím. Zatímco zemědělci zorávají svá pole, čímž pláštníkům ničí jejich nory, dobytek půdu udusává, takže se pláštníkům ve tvrdé půdě špatně hrabe. Druh je ohrožen i predací psy a kočkami a nelegálním odchytem. Místní obyvatelé se snaží odchycené jedince prodat na černém trhu jako domácí mazlíčky, nicméně většina pláštníků v zajetí umírá do jednoho týdne.